# Psittacella picta
El lorito tigre pintado (Psittacella picta) una especie de ave psitaciforme de la familia Psittaculidae endémica de Nueva Guinea.

## Descripción
El lorito tigre pintado mide alrededor de 19 cm de largo. Presenta dimorfismo sexual. El plumaje de los machos es principalmente verde con listas negras en el manto y los costados. Su píleo es castaño rojizo o pardo verdoso según las subespecies mientras que sus mejillas son pargo grisáceas y presenta dos franjas transversales amarillas a ambos lados del cuello. Su garganta y cuello son azulados, y su obispillo y la base de la cola rojos. Las hembras carecen de las listas amarillas y sus partes inferiores y obispillo son de color verde listado en negro. El pico de ambos es gris azulado con la punta blanca. Sus ojos son anaranjados y sus patas grises.

## Distribución y hábitat
Se encuentra en las selvas húmedas de la cordillera central de Nueva Guinea, salvo en su tramo noroccidental, principalmente por encima de los 2700 metros de altitud.

## Taxonomía
Se reconocen tres subespecies:
- Psittacella picta lorentzi - se encuentra en el tramo más occidental (montañas Sudirman);
- Psittacella picta excelsa - ocupa las montañas centrales de Papúa Nueva Guinea;
- Psittacella picta picta - presente en el sureste de Nueva Guinea (montañas Wharton y Owen Stanley).